# Belūr (ort i Indien, Tamil Nadu)
Belūr är en ort i Indien.   Den ligger i distriktet Salem och delstaten Tamil Nadu, i den södra delen av landet, 1 900 km söder om huvudstaden New Delhi. Belūr ligger 333 meter över havet och antalet invånare är 9 281.
Terrängen runt Belūr är kuperad norrut, men söderut är den platt. Runt Belūr är det tätbefolkat, med 308 invånare per kvadratkilometer. Det finns inga andra samhällen i närheten. Omgivningarna runt Belūr är en mosaik av jordbruksmark och naturlig växtlighet.